# Давид-Канабарру (Риу-Гранди-ду-Сул)
Давид-Канабарру (порт. David Canabarro)  —  муниципалитет в Бразилии, входит в штат Риу-Гранди-ду-Сул. Составная часть мезорегиона Северо-запад штата Риу-Гранди-ду-Сул. Входит в экономико-статистический  микрорегион Пасу-Фунду. Население составляет 4793 человека на 2006 год. Занимает площадь 174,940 км². Плотность населения — 27,4 чел./км².

## История
Город основан 28 декабря 1965 года. 

## Статистика
- Валовой внутренний продукт на 2003 составляет 56.606.875,00 реалов (данные: Бразильский институт географии и статистики).
- Валовой внутренний продукт на душу населения на 2003 составляет 11.869,76 реалов (данные: Бразильский институт географии и статистики).
- Индекс развития человеческого потенциала на 2000 составляет 0,798 (данные: Программа развития ООН).